# Гитай, Амос
Амос Гитай (ивр. עמוס גיתאי‎, род. 11 октября 1950[…], Хайфа) — израильский кинематографист, в основном известен как автор документальных и художественных фильмов о Ближнем Востоке и арабо-израильском конфликте.
Его работы были представлены в парижском Центре Помпиду, Нью-Йоркском музее современного искусства, в Линкольн-центре в Нью-Йорке и Британском институте кино в Лондоне. Амос Гитай создал более 90 произведений киноискусства на протяжении сорока с лишним лет творчества.
Его фильмы неоднократно были участниками основных конкурсов фестивалей в Каннах и Венеции. Гитай сотрудничал с Жюльетт Бинош, Жанной Моро, Натали Портман, Яэль Абекассис, Сэмюэлом Фуллером, Ханной Шигуллой, Энни Леннокс, Барбарой Хендрикс, Леа Сейду, Валерией Бруни-Тедески, Маркусом Штокхаузеном, Анри Алеканом и другими яркими представителями мировой культуры. С 2000 года он сотрудничает с французским кинорежиссёром Мари-Жозе Сансельмом. Он получил несколько престижных наград, в частности призы на Международном кинофестивале в Локарно (2008), приз Роберто Росселлини (2005), приз Роберта Брессона (2013) и приз Сергея Параджанова (2014).
Гитай родился в Хайфе и в настоящий момент делит свой дом между Парижем и Хайфой. Имеет архитектурное образование.

## Избранная фильмография
- 1999 — Кадош / קדוש
- 2000 — Кипур / כיפור
- 2002 — Кедма / Kedma
- 2002 — 11 сентября / 11’901 September 11
- 2003 — Алила / Alila
- 2005 — Свободная зона / Free Zone
- 2007 — Размежевание / Désengagement
- 2010 — Розы в кредит / Roses à crédit
- 2013 — Ана Аравия / Ana Arabia
- 2015 — Рабин, последний день / Rabin, the Last Day